# São Pedro da Aldeia
São Pedro da Aldeia is een gemeente in de Braziliaanse deelstaat Rio de Janeiro. De gemeente telt 84.866 inwoners (schatting 2009).
De gemeente grenst aan Araruama, Cabo Frio en Iguaba Grande.